# Near Earth Asteroid Prospector
La Near Earth Asteroid Prospector, o NEAP, era un concepte per a una missió d'una petita nau espacial comercial innovadora per l'empresa privada SpaceDev. L'objectiu de la NEAP era volar a la destinació a un asteroide proper a la Terra que resideix més enllà de l'òrbita terrestre, aterrar amb èxit un o més instruments científics en l'asteroide, comunicar les dades científiques a la Terra, i reclamar l'asteroide com a propietat privada. El projecte va tenir dificultats per recaptar fons. Un dels candidats més probables era (4660) Nereus.